# Yamil Peralta
Pour les articles homonymes, voir Peralta.
Yamil Peralta est un boxeur argentin né le 16 juillet 1991.

## Carrière
Sa carrière amateur est principalement marquée par une médaille de bronze remportée aux Jeux panaméricains de Guadalajara en 2011 dans la catégorie poids lourds et une seconde médaille de bronze aux championnats du monde d'Almaty en 2013, toujours en poids lourds. Qualifié à deux reprises pour les Jeux olympiques, il s'incline en quart de finale à Londres en 2012 et à Rio en 2016.
Peralta devient boxeur professionnel en 2018 et remporte le titre sud-américain des poids lourds-légers en 2020 ainsi que le titre national en 2021.

### Jeux olympiques
- Quart-de-finaliste des Jeux de 2016 à Rio de Janeiro, Brésil
- Quart-de-finaliste des Jeux de 2012 à Londres, Angleterre

### Championnats du monde
- Médaille de bronze en -91 kg en 2013 à Almaty, Kazakhstan.

### Jeux panaméricains
- Médaille de bronze en -91 kg en 2011 à Guadalajara, Mexique.